# 야와타 폭격

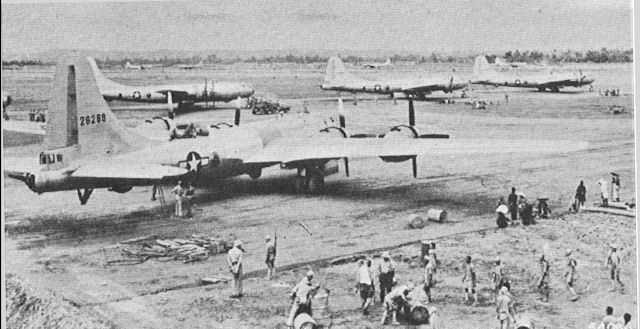
1944년 6월 15~16일 야와타시에 참전하기 전의 보잉 B-29 슈퍼포트리스 폭격기

1944년 6월 15~16일 밤의 야와타 폭격 또는 야와타 공습은 제2차 세계 대전 중 일본 열도에 대한 미국 육군 항공대(USAAF)의 전략 폭격 캠페인의 시작을 의미하며 전략 폭격기를 사용한 최초의 공습이었다. 이번 공습은 중국 기지에서 대기 중인 보잉 B-29 슈퍼포트리스 중폭격기 75대에 의해 수행되었다. 이 항공기 중 47대만이 습격의 주요 목표인 규슈 북부 야하타시에 있는 제국 제철소 근처에 폭탄을 투하했으며 피해는 거의 발생하지 않았다. B-29 5대는 작전 중 사고로 손실됐고, 2대는 일본 항공기에 의해 파괴됐다.
이번 습격은 목표를 달성하지 못했지만, 일본 민간인들에게 자국이 패배하고 있다는 인식을 고조시켰고 미국에서 언론의 긍정적인 보도를 받았다. B-29가 수집한 정보는 일본 방공망의 약점도 드러냈고 이번 공습은 일본에 대한 첫 번째 공습이었다. 야와타는 1944년 8월 20일 중국에서 작전 중인 B-29의 공격을 다시 받았으며, 1945년 8월 8일 마리아나 제도에 주둔한 B-29의 폭격으로 도시의 대부분이 파괴되었다.

## 같이 보기
- 일본 본토 공습